# Wybory parlamentarne w Tadżykistanie w 2020 roku
Wybory parlamentarne w Tadżykistanie w 2020 roku – wybory parlamentarne w Tadżykistanie przeprowadzone 1 marca 2020. Wygrane przez rządzącą Ludowo-Demokratyczną Partię Tadżykistanu.

## Organizacja wyborów
W wyborach parlamentarnych obywatele decydowali o obsadzie 63-osobowego Zgromadzenia Reprezentantów, niższej izby parlamentu, na kolejną 5-letnią kadencję. 41 deputowanych wybieranych było w okręgach jednomandatowych, a pozostałych 22 na podstawie ordynacji proporcjonalnej. Do głosowania uprawnionych było ok. 5 mln mieszkańców.

## Wyniki wyborów
Według oficjalnych wyników, wybory wygrała rządząca Ludowo-Demokratyczna Partia Tadżykistanu, która zdobyła większość miejsc w parlamencie (47 z 63).  Miejsca w parlamencie zdobyły jeszcze partie: Partia Socjalistyczna, Partia Demokratyczna, Komunistyczna Partia Tadżykistanu, Partia Agrarna i Partia Reform Gospodarczych Tadżykistanu. 
| Partia polityczna        | Partia polityczna                        | Liczba głosów | %    | +/– | Liczba mandatów | +/– |
| ------------------------ | ---------------------------------------- | ------------- | ---- | --- | --------------- | --- |
|                          | Ludowo-Demokratyczna Partia Tadżykistanu |               | 50,4 |     | 47              |     |
|                          | Partia Reform Gospodarczych Tadżykistanu |               | 16,6 |     | 5               |     |
|                          | Partia Agrarna                           |               | 16,5 |     | 7               |     |
|                          | Partia Socjalistyczna                    |               | 5,2  |     | 1               |     |
|                          | Partia Demokratyczna                     |               | 5,1  |     | 1               |     |
|                          | Komunistyczna Partia Tadżykistanu        |               | 3,1  |     | 2               |     |
|                          | Partia Socjaldemokratyczna               |               | 0,3  |     | 0               |     |
| Razem (frekwencja 86,1%) | Razem (frekwencja 86,1%)                 | 4 245 951     | 100% | -   | 63              | -   |
| Źródło:                  |                                          |               |      |     |                 |     |